# Webverzeichnis
Als Webverzeichnis (auch Webkatalog) bezeichnet man eine Sammlung von Adressen von Webseiten im World Wide Web, die nach Themen, Interessen, Regionen oder Zielgruppen sortiert sind. Webverzeichnisse werden zumeist im Internet oder in Buchform veröffentlicht.

## Aufgabe und Funktion
Der Entwickler des Hypertext-Systems Tim Berners-Lee bezeichnete auf seiner ersten öffentlich zugänglichen Internetseite das World Wide Web als eine großräumige Hypermedia-Initiative zur Informationsbeschaffung mit dem Ziel, den allgemeinen Zugang zu einer großen Sammlung von Dokumenten zu erlauben. Auf der Website finden sich erste Verzeichnisse zu Servern, Software, Projekten, Personen und eine Zeitleiste. In der dortigen Literaturübersicht ist das 1992 erschienene Buch "The Whole INTERNET User's Guide and Catalog" von Ed Krol kurz mit dem Hinweis auf eine Liste verfügbarer Internetquellen kommentiert. Diese Listen waren überwiegend wissenschaftlich und auf die Entwicklung des WWW ausgerichtet.
Mit den seit Anfang der 1990er-Jahre veröffentlichten Yanoff-Listen des Softwareentwicklers Scott Yanoff kamen neue, praktische und auf allgemeine Interessen von Internetnutzern abgestimmte, Themen und Websites hinzu. Darin finden sich unter anderem Seiten zu Schach, Nachrichten, Literatur, Theaterkritiken sowie zu Bibliotheken, medizinischen Informationen, Wörterbüchern etc., jeweils mit einer kurzen Zusammenfassung des Seiteninhalts. Die Links sind nach Serverprotokollen kategorisiert und alphabetisch nach Schlagwort und Ortsnamen sortiert. Neuaufnahmen und Korrekturen konnten per E-Mail an Yanoff mitgeteilt werden. Alle ein bis zwei Wochen wurden die Listen per E-Mail versandt.
Die heutigen Webverzeichnisse knüpfen an die Grundidee der Listen an. Allerdings sind sie durch die Nutzung von Datenbanktechnologien breiter und zumeist über eine Schlagwortkategorisierung strukturell tiefer angelegt. Sie bieten eine Übersicht relevanter Internetquellen zu Interessen (Sport, Reisen, Bio-Lebensmittel, Wissenschaften, Literatur etc.), Regionen oder für Zielgruppen (für Kinder, für Senioren, für Tierhalter etc.), ohne den Inhalt einer Internetseite im Ganzen zu veröffentlichen. Es gibt Verzeichnisse, die sich auf das Sammeln von Internetadressen beschränken und redaktionell betreute.
Webverzeichnis-Redaktionen leisten für Online-Quellen das, was Bibliotheken für Printmedien übernehmen: Sie sammeln und sichten Informationen, entwickeln Taxonomien und katalogisieren ihre Sammlungen. Zu den gesammelten Quellen zählen dabei nicht nur ganze Websites oder Newsgroups, sondern zusätzlich auch einzelne Dokumente und Datenbankeinträge.
Über diese reine Bibliotheks-Funktion hinaus bieten Webverzeichnisse oft auch zusätzliche Informationen wie
- kurze Beschreibungen der einzelnen Kategorien und ihrer Inhalte,
- Querverweise zu verwandten Themen,
- Querverweise zu gleichen Themensammlungen in anderen Sprachen,
- eine auf bestimmte Themen beschränkbare Suchfunktion.

Anders als automatisch erstellte Suchergebnislisten von Suchmaschinen kann eine Sammlung in einem Webverzeichnis nicht so umfangreich ausfallen. Durch ihre redaktionelle Bearbeitung erreichen Webverzeichnisse jedoch im Durchschnitt eine höhere Qualität durch eine vom Suchverhalten des Nutzers orts- und werbeunabhängige Ergebniswiedergabe. Die Qualität und Aktualität eines Webverzeichnisses hängen immer stark von seiner Redaktion ab.
Betreiber kommerzieller Webseiten bemühen sich um Einträge in Webverzeichnisse
- im Rahmen der sogenannten Suchmaschinen-Optimierung, um die Zahl der auf ihre Website verweisenden Links zu erhöhen
- um Besucher zu ihren Angeboten zu führen.

Eine Vorschlagfunktion für die kostenfreie Aufnahme von Internetseiten in den Katalog wird in nichtkommerziellen Webverzeichnissen angeboten. Einige Verzeichnisse machen den kostenfreien Eintrag von einem auf sie verweisenden Link (Backlink) oder Abbildung von Werbebannern des Verzeichnisses auf der vorgeschlagenen Internetseite abhängig. Kommerzielle Webverzeichnisse bieten dagegen eine Eintragung gegen eine einmalige oder eine regelmäßige Gebühr an. Es gibt auch Mischformen für Seitenbetreiber, die keine Werbebanner oder Backlinks für einen kostenfreien Eintrag veröffentlichen wollen und stattdessen eine Gebühr bezahlen.

## Arten von Webkatalogen
Die meisten heute bekannten Webkataloge werden manuell gepflegt, das heißt: Alle Einträge werden von Menschen gesichtet, geprüft und katalogisiert. Auf diese Art wird eine Qualität der Sammlung sichergestellt, die mit einem automatisierten Prozess nicht zu erreichen wäre. Problematisch bei dieser Methode ist jedoch der hohe Aufwand und damit der große Bedarf an Mitarbeitern, um ein umfassendes und aktuelles Verzeichnis gewährleisten zu können. Oft beschränken sich manuell erstellte Verzeichnisse deshalb auf kleine, eng abgegrenzte Themengebiete. Bekannte Ausnahmen bildeten der 2014 eingestellte Yahoo-Katalog, und das, nach Abschaltung der Domain durch Verizon (AOL), 2017 eingestellte Open Directory Project, das noch als statische Spiegelseite verfügbar ist und seit 2018 unter dem Namen Curlie.org von den Editoren in Eigenregie weitergeführt wird. 
Ein anderer Ansatz zur Organisation von Linksammlungen besteht in der Bildung von Ad-hoc-Kategorien aus Suchbegriffen. Diese automatisch generierten Kataloge enthalten wesentlich umfangreichere und aktuellere Inhalte. In ihrer Qualität erreichen sie aber heute noch nicht das Niveau, welches bei der manuellen Sortierung besteht. Ein bekanntes Beispiel für Ad-hoc-Katalogisierung ist der WiseGuide des Suchdienstes WiseNut.
Weiterhin kann unterteilt werden in hierarchische und nichthierarchische Webverzeichnisse. In hierarchischen Verzeichnissen werden Kategorien von Einträgen und oft die Einträge der Verzeichnisse selbst in einer eindeutigen Ordnung sortiert. Ein Eintrag befindet sich dabei oft nur in einer bestimmten Kategorie, was ihn schwer auffindbar macht. Ein Beispiel für ein sehr hierarchisches Webverzeichnis ist das Open Directory Project. Nichthierarchische Verzeichnisse bestehen dagegen aus einer netzwerkartigen Struktur, mit deren Knoten die Einträge (Links) verknüpft werden. Dadurch sind die Einträge und Kategorien leichter zu finden, eine assoziative Suche ist eher möglich.
Schließlich lässt sich zwischen kommerziellen und hauptsächlich nichtkommerziellen Webverzeichnissen unterscheiden. Durch das Geschäftsmodell vieler Webverzeichnisbetreiber besteht besonders bei ersteren die Gefahr einer eingeschränkten Objektivität: Die Erhöhung der Ranghöhe in einem Verzeichnis für die eigene Webseite wird zur offiziell angebotenen Dienstleistung (Beispiele siehe unten Liste von Webverzeichnissen). Der Benutzer kann kaum unterscheiden, welche Suchergebnisse (Katalogeinträge) sich einen hohen Rang durch hohe Relevanz „verdient“ haben und bei welchen ein hoher Rang „erkauft“ wurde. Hier verschwimmt die traditionelle Grenze von Publikationen zwischen einem redaktionell gepflegten Teil einerseits und einem als Werbung gebuchten Anzeigenteil andererseits.

## Probleme und Lösungsansätze
Mit großen Datenbeständen geht die Gefahr, dass nicht mehr existierende Webseiten referenziert werden oder Aktualisierungen relevanter thematischer Inhalte nur mit Zeitverzug geschehen, einher. Andererseits kann, je nach Benutzerführung, ohne Suchfunktion im Webverzeichnis bei großen Datenbeständen die Wiederauffindbarkeit relevanter Webseiten leiden.
Um diesen Mängeln vorzubeugen, werden moderne Webverzeichnisse mit verschiedenen manuellen und automatischen Mechanismen ausgestattet, wie beispielsweise
- manuelle Bewertungssysteme („Voting“)
- automatische Bewertungssysteme („Ranking“)
- Robots („Webbots“) zum Überprüfen und ggf. Entfernen toter Links
- Auswertung des Klickverhaltens der Benutzer
- Meldung von Aktualisierungen oder der Nichterreichbarkeit zu einem URL durch Verzeichnisnutzer oder Inhaber der Website
- Angebot einer integrierten Suchfunktion über den referenzierten Datenbestand.

## Kritik
Viele früher kostenlose Einträge in Webverzeichnisse (zum Beispiel Web.de) sind heute kostenpflichtig mit Gebühren von oft mehreren 100 Euro im Jahr, was für Websitebetreiber die Frage nach dem Verhältnis von Kosten und Nutzen aufwirft.
Für Nutzer, die innerhalb eines breit und vielfältig angelegten Themas nach relevanten Informationen suchen, sind viele kommerzielle Verzeichnisse inzwischen weniger geeignet, da sich ihre Datenbestände auf zahlende Kunden konzentrieren und ungeeignet oder viel zu klein sind, um eine zielführende Suche zu ermöglichen. Zunehmend sind diese Verzeichnisse auf wirtschaftlich ausgerichtete Themenkategorien zusammengeschmolzen, was Internetquellen aus den Wissenschaften, ehrenamtlichen Vereinen oder von Hobbytreibenden ausschließt.
Der ursprüngliche Sinn und Zweck, die wissenschaftliche Katalogisierung des Webs, ist bei diesen Webkatalogen aus den Augen verloren worden. Stattdessen ist eine Vielzahl an kleinen Verzeichnissen entstanden, die nur der Suchmaschinenoptimierung bzw. kommerziellen Zwecken dienen.

## Bekannte Webverzeichnisse
- DMOZ – Open Directory Project: hierarchisch organisiert durch freiwillige internationale Editoren (umfasst etwa vier Millionen Links, Daten sind open content). Es werden fast alle Sprachen abgedeckt.
- Yahoo: hierarchisch organisiert, kommerziell. Hohe Platzierungen im Verzeichnis lassen sich kaufen. Der Ausbau des deutschsprachigen Webkatalogs wurde inzwischen eingestellt.

## Deutsche Webverzeichnisse
- Sharelook: hierarchisch gegliederter Webkatalog mit internationaler Ausrichtung. Besonderheit sind die Regionalverzeichnisse und spezielle Themenverzeichnisse. Einträge sind teilweise kostenpflichtig.
- Bellnet: ältester redaktionell bearbeiteter Webkatalog für Deutschland mit etwa 400.000 Einträgen, die in rund 15.000 Kategorien eingeteilt sind. Kommerzielle überregionale Einträge sind mit einmaligen Kosten verbunden.
- Web.de: wurde 1995 als Webverzeichnis gegründet, zu einem Internetportal umgestaltet und nimmt keine Neuanmeldungen mehr an.